# Google Pay
Google Pay, anteriormente conocida como Pay with Google y Android Pay, es una plataforma desarrollada por Google para su uso en sistemas de pago desde dispositivos móviles, la cual ofrece a los usuarios la capacidad de hacer pagos con dispositivos Android, tabletas o smartwatches. Google Pay utiliza la comunicación de campo cercano (NFC) para transmitir información desde la tarjeta, facilitando así la transferencia de fondos al cobrador. Reemplaza el crédito o chip de tarjeta de débito, PIN o transacción con tarjeta de banda magnética en los terminales de puntos de venta para permitir que el usuario pueda cargar estos en la cartera de Google Pay. Es similar al pago sin contacto ya utilizado en muchos países, con la adición de verificación en dos pasos. El servicio permite que dispositivos de Android wirelessly se comuniquen con los terminales de puntos de venta que utilizan una antena de comunicación de campo cercana (NFC), el sistema de emulación de tarjeta (HCE), y la seguridad propia del sistema Android.
Google Pay aprovecha los sistemas de seguridad física como la identificación por huella dactilar. En dispositivos sin identificación por huella dactilar, Google Pay está protegido con una contraseña de forma predeterminada. Cuándo el usuario realiza un pago, Google Pay no envía el crédito o número de tarjeta de débito adjunto al pago. En cambio genera un número de cuenta virtual que representa la información de cuenta del usuario. Este servicio mantiene la información de pago del cliente en privado, enviando un código de seguridad por tiempo en vez de la tarjeta o la información detallada del usuario.
Los usuarios pueden añadir tarjetas de pago al servicio, al tomar una foto de la tarjeta o al introducir la información de la tarjeta manualmente. Para pagar en puntos de venta, los usuarios deben sostener su dispositivo autentificado cerca del sistema de punto de venta. El servicio dispone de una autentificación inteligente, delegando en el sistema para detectar cuándo el dispositivo es considerado seguro (por ejemplo si es desbloqueado en los últimos 5 minutos) y cambia si es necesario para desbloquear la información restante. El CEO Alan Tisch aseguró que Google Pay mejora el negocio de compra móvil por disponer de un "botón de compra directa" aportado por el propio Google Pay e integrado dentro del diseño creativo del vendedor.

## Historia
Google Pay fue liberado en el Google I/O 2015. Google Pay es el sucesor directo de Google Wallet, liberado en 2011. También utiliza la tecnología del carrier-backed Softcare, ya que Google había adquirido su propiedad intelectual en febrero de 2015. En el momento de la liberación, el servicio era compatible con el 70% de los dispositivos con Android, y fue admitido por más de 700,000 empresas. Google Wallet aún funciona en una versión web basada en el sistema de pagos de Play Store y algunas apps basadas en el sistema peer-to-peer (como por ejemplo Gmail).
Está actualmente disponible en los Estados Unidos, Reino Unido, Irlanda, Polonia, Singapur, Australia, Hong Kong, Japón, Chile y Nueva Zelanda. Durante la fase de lanzamiento del producto en el Reino Unido, Google Pay soportaba MasterCard, Visa y tarjetas de débito de muchas de las instituciones financieras importantes del Reino Unido — incluyendo Bank of Scotland, First Direct, Halifax, HSBC, Lloyds Bank, M&S Bank, MBNA y el Nationwide Building Society —El 8 de septiembre de 2016 se informó que UK banks TSB y Santander participarían "en las semanas venideras". Google Pay fue lanzado en Singapur el 28 de junio de 2016, y en Australia el 14 de julio de 2016. Google Pay fue lanzado en la República de Irlanda el 7 de diciembre de 2016 y está inicialmente disponible a los clientes de AIB y KBC. Los servicios trabajan con ambos créditos y tarjetas de débito.
En 2016, Google inició en Silicon Valley, una prueba pública de una aplicación móvil llamada "Hands Free". En este sistema, el cliente no necesita presentar un teléfono o tarjeta. En cambio, el cliente solo tiene que notificar que desea "pagar con Google", seguidamente da sus iniciales al cajero, quién verifica su identidad con una foto anteriormente cargada en el sistema. El teléfono del cliente solo autorizará el pago si su sistema de ubicación geográfico indica que realmente se encuentra en la tienda donde se está realizando la operación.

| Fecha                    | Soporte para tarjetas de pago emitidas en     |
| ------------------------ | --------------------------------------------- |
| 11 de septiembre de 2015 | Estados Unidos                                |
| 18 de mayo de 2016       | Reino Unido                                   |
| 27 de junio de 2016      | Singapur                                      |
| 13 de julio de 2016      | Australia                                     |
| 20 de octubre de 2016    | Hong Kong                                     |
| 17 de noviembre de 2016  | Polonia                                       |
| 1 de diciembre de 2016   | Nueva Zelanda                                 |
| 7 de diciembre de 2016   | Irlanda                                       |
| 13 de diciembre de 2016  | Japón                                         |
| 7 de marzo de 2017       | Bélgica                                       |
| 23 de mayo de 2017       | Rusia                                         |
| 31 de mayo de 2017       | Canadá                                        |
| 1 de junio de 2017       | Taiwán                                        |
| 26 de julio de 2017      | España                                        |
| 2017                     | Corea del Sur Brasil                          |
| 28 de noviembre de 2018  | Chile                                         |
| 15 de noviembre de 2022  | México                                        |
| 28 de Febrero de 2023    | Costa Rica · Ecuador                          |
| 7 de Junio de 2023       | Argentina                                     |
| 29 de Agosto de 2023     | Colombia                                      |
| 7 de noviembre de 2023   | Perú · República Dominicana                   |
| 25 de Junio de 2024      | El Salvador · Nicaragua · Panamá · Paraguay · |